# Sandra Marsaud
Pour les articles homonymes, voir Marsaud.
Sandra Marsaud, née le 2 janvier 1974 à Périgueux, est une femme politique française, membre de Renaissance et députée de la Charente.

## Biographie
Sandra Marsaud est diplômée de l’université bordelaise Michel de Montaigne en géographie et aménagement du territoire (2001) ainsi qu’en urbanisme opérationnel (2003).
Responsable d’un bureau d’études en urbanisme et développement local pendant 10 ans, elle a réalisé de nombreux projets d’aménagement pour les collectivités locales dans le grand sud-ouest. Sandra Marsaud est élue députée de la deuxième circonscription de la Charente lors des élections législatives de 2017 sous les couleurs de La République en marche avec 58,73 % des voix face à Daniel Sauvaitre (LR-UDI),.
Elle est réélue en 2022 avec 55,16 % des voix face au candidat RN Marceau Rapasse et à nouveau en 2024, après la dissolution de l'assemblée nationale avec 52,50 % des voix face au candidat RN, Barthélemy Martin